# Normativní teorie práva

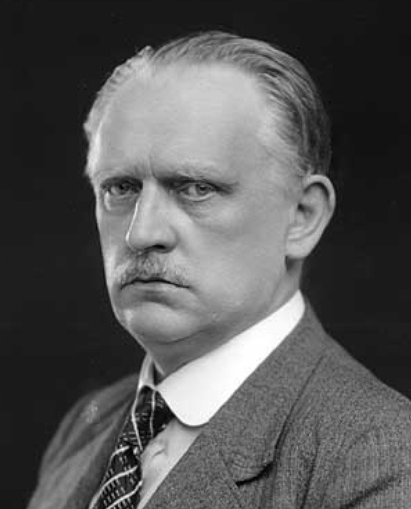
František Weyr, zakladatel normativní teorie

Normativní teorie práva byla nedogmatická a pozitivisticky orientovaná právní nauka, vytvořená teoretikem Františkem Weyrem. Vzhledem k jeho působení a působení také řady jeho přímých i nepřímých následovníků na brněnské právnické fakultě se zde v meziválečném období vytvořila celá brněnská právní škola. V řadě svých východisek se shodovala s vídeňskou ryzí naukou právní, kterou ve stejné době založil Weyrův přítel Hans Kelsen.

## Podstata normativní teorie
Základy své teorie přiblížil František Weyr už roku 1908 ve dvou pracích: Příspěvky k teorii nucených svazků a Zum Problem eines einheitlichen Rechtssystems, podstatu pak vyložil v dílech Základy filosofie právní (1920) a Teorie práva (1936). On i Kelsen vycházeli z Kantovy filosofie, zatímco však Kelsen akcentoval Cohenovu interpretaci Kanta, Weyr byl zásadně ovlivněn přístupem Arthura Schopenhauera. S ryzí naukou právní se brněnská normativní teorie nicméně shodovala ve zkoumání pouze formálních prvků práva a v přísném rozlišování mezi bytím (svět jaký je, skutečnost) a mětím (svět jaký má být, povinnost), přičemž skutečná právní věda se má zaobírat pouze tím, co má být – normami. Nemá proto také používat metod jiných společenských věd. Dále je jim společné, že rozlišují mezi poznáváním a vůlí, s tím, že vědecké je jen čisté, ryzí poznávání (opak by nebyl právní vědou, ale právní politikou), z čehož plyne i jejich společné antiideologické zaměření a hodnotový relativismus.
Přes společný ideový základ mezi nimi byly jisté rozdíly. Normativní teorie na rozdíl od ryzí nauky právní předpokládá, že formy času a prostoru jsou lidskému rozumu již vrozeny a proto předchází postupně získávané zkušenosti. Poznávání tedy není tvořivým procesem a předmět poznání, právní norma, je jen odhalována, nikoli konstruována. V pozdější době se navíc od duality mezi kauzálním a normologickým Weyr přiklonil k trialistické koncepci, když pod Englišovým vlivem navíc přijal poznávání teleologické. Normy, které nelze neposuzovat z hlediska správnosti nebo pravdivosti, mohou být jen platné nebo neplatné, vytváří stupňovitě uspořádaný právní řád. Brněnská škola pak namísto základní normy (grundnorm), od níž jsou ostatní normy odvozeny, na začátek tohoto řetězce klade stát, jakožto tvůrce právních norem. Odmítá také, že by skutečnými normami byly jen ty, za jejichž porušení hrozí sankce, normou je každá, která stanoví pravidlo chování, tedy povinnost, což je jedním ze základních rozdílů brněnské školy proti škole vídeňské (Kelsenově „Reine Rechtslehre“).

## Významní představitelé
Mezi členy brněnské školy normativní teorie lze řadit osobnosti jako byli:
- František Weyr
- Jaromír Sedláček
- Zdeněk Neubauer
- Adolf Procházka
- Vladimír Kubeš
- Hynek Bulín

a řadu dalších. Mimo to z normativní školy vyšli nebo jí byli alespoň významně ovlivněni např. Karel Engliš, Jaroslav Kallab, Jan Loevenstein nebo Ota Weinberger.